# Tlalocohyla loquax
Tlalocohyla loquax е вид жаба от семейство Дървесници (Hylidae). Видът не е застрашен от изчезване.

## Разпространение и местообитание
Разпространен е в Белиз, Гватемала, Коста Рика, Мексико, Никарагуа и Хондурас.
Среща се на надморска височина до 29,1 m.

## Описание
Популацията на вида е стабилна.